# كردتان
كردتان، (مفردها كردي، والجمع كرادي)، وهو المعروف باسم "كابولي"، وهو خشب مستطيل للزينة ينتهي أسفله بمقرنص ومنه ما يعبر عنه بالكردي الرومي وهو نوع منبعج من الوسط شاع استعماله في السقوف التركية، ويُستخدم في تزيين وزخرفة الايوانات (مثل الستائر حالياً). ويوجد على مدخل الايوانات عادة كردتان متقابلتان ومتماثلتان يحملان معبرة، ويغلف الكردي بفروخ من ألواح الخشب سمكها نصف سنتيمتر، ويُطلق عليها خدراف تشبه الأبلكاش وكانت الكرادي تُدهن بالوان مختلفة وتذهب بالذهب واللازورد مثل السقوف.